# Ministère de l'Environnement du Nouveau-Brunswick
Le ministère de l'Environnement du Nouveau-Brunswick, créé en 1970, est responsable de la politique environnementale de la province. Il fusionne avec le ministère des Gouvernements locaux du Nouveau-Brunswick en 2012 pour former le ministère de l'Environnement et des Gouvernements locaux.

## Liste des ministres
| Dates                             | Ministre            | Gouvernement |
| --------------------------------- | ------------------- | ------------ |
| 12 octobre 2010 - 2012            | Margaret-Ann Blaney | David Alward |
| 24 juillet 2009 - 12 octobre 2010 | Rick Miles          | Shawn Graham |
| 3 octobre 2006 - 22 juin 2009     | Roland Haché        | Shawn Graham |
| 14 février 2006 - 3 octobre 2006  | Trevor Holder       | Bernard Lord |

De 2000 à 2006, voir Ministère de l'Environnement et des Gouvernements locaux
| Dates                               | Ministre           | Gouvernement            |
| ----------------------------------- | ------------------ | ----------------------- |
| 21 juin 1999 - 23 mars 2000         | Kim Jardine        | Bernard Lord            |
| 14 mai 1998 - 21 juin 1999          | Gene Devereux      | Camille Thériault       |
| 13 octobre 1997 - 14 mai 1998       | Joan Kingston      | Joseph Raymond Frenette |
| 23 juillet 1997 - 13 octobre 1997   | Joan Kingston      | Frank McKenna           |
| 26 septembre 1995 - 23 juillet 1997 | Vaugh Blaney       | Frank McKenna           |
| 27 avril 1994 - 26 septembre 1995   | Marcelle Mersereau | Frank McKenna           |
| 9 octobre 1991 - 25 avril 1994      | Jane Barry         | Frank McKenna           |
| 27 octobre 1987 - 9 octobre 1991    | Vaughn Blaney      | Frank McKenna           |
| 30 octobre 1985 - 27 octobre 1987   | Robert Jackson     | Richard Hatfield        |
| 30 octobre 1982 - 30 octobre 1985   | C. W. Harmer       | Richard Hatfield        |
| 21 novembre 1978 - 30 octobre 1982  | Eric Kipping       | Richard Hatfield        |
| 3 décembre 1974 - 21 novembre 1978  | Fernand Dubé       | Richard Hatfield        |
| 12 novembre 1970 - 3 décembre 1974  | G. W. N. Cockburn  | Richard Hatfield        |